# Rivoli Veronese
Rivoli Veronese este o comună din provincia Verona, regiunea Veneto, Italia, cu o populație de 2.195 locuitori (1 ianuarie 2023) și o suprafață de 18,43 km².

## Demografie
Rivoli Veronese - evoluția demografică

|  | Graficele sunt indisponibile din cauza unor probleme tehnice. Mai multe informații se găsesc la Phabricator și la wiki-ul MediaWiki. |

Date: Recensăminte sau birourile de statistică - grafică realizată de Wikipedia

## Personalități născute aici
- Sara Simeoni (n. 1953), atletă.